# Юдин, Эрик Григорьевич
Э́рик Григо́рьевич Ю́дин (14 февраля 1930 — 5 января 1976) — советский философ, методолог. Активный член и один из лидеров Московского методологического кружка в первой половине 1960-х годов, затем один из пионеров движения системных исследований в стране, сооснователь научной школы «Философия и методология системных исследований».
Основными научными интересами Юдина были: природа и особенности современного методологического знания как специфического типа рефлексии над наукой; системный подход; оригинально понимаемая им категория деятельности в философии и науке.

## Жизнь и деятельность
Уроженец Нижнеднепровска Днепропетровской области, вырос в одной семье с младшим братьями Борисом, впоследствии философом и членом-корреспондентом РАН, и Анатолием (род. 1939), и сестрой Эммой (1932—1951). Родители — Григорий Наумович Юдин (1904—1982), инженер отдела труда Главтрубостали, и Юлия Семёновна Трушко (1906—1992). Во время Великой Отечественной войны находился с семьёй в эвакуации в Свердловске.
Окончил Московский юридический институт, аспирантуру Московского городского педагогического института имени В. П. Потёмкина (1955), защитил кандидатскую диссертацию по философии. Был распределён преподавателем философии в Томский государственный педагогический институт.
Осенью 1956 года выступил на партийном отчётно-перевыборном собрании, «внёс предложение улучшить информацию о партийной и государственной жизни (имея в виду венгерские события осени 1956 года…) и <…> предложил, чтобы вышестоящие партийные органы — райком и горком — систематически информировали о своей работе первичные партийные организации», за что был исключён из КПСС, а при попытке поехать в Москву, чтобы добиться пересмотра решения об исключении — арестован и осуждён (весна 1957 года) на 10 лет заключения за «антисоветскую пропаганду и агитацию».
В 1960 году был освобождён досрочно (без снятия судимости), вернулся в Москву, где был вынужден трудиться прессовщиком на заводе. В то же время Юдин познакомился с Г. П. Щедровицким и начинает активно участвовать в семинарах Московского методологического кружка.
Затем поступил на работу в философскую редакцию издательства «Советская энциклопедия», где участвует в подготовке «Философской энциклопедии» по гносеологической (эпистемологической) и философско-научной тематике. Юдин стал одним из лидеров зарождающихся в стране системных исследований, участвует (1962 год, совместно с Щедровицким и В. Н. Садовским) в организации Междисциплинарного семинара по структурно-системным методам анализа в науке и технике при Комиссии по кибернетике АН СССР (или Научном совете по комплексной проблеме «Кибернетика» при Президиуме АН СССР, которым руководил А. И. Берг), планировал несостоявшуюся конференцию «Проблемы исследования систем и структур» (1965).
В 1965—1966 годах Юдин отдалился от ММК (Московский методологический кружок). В 1970-х годах, работая в Институте истории естествознания и техники АН СССР и руководя системным семинаром при институте, Юдин, совместно с Садовским и И. В. Блаубергом инициировал создание ежегодника «Системные исследования», ставшего затем наиболее авторитетным в СССР изданием по системной проблематике. Впоследствии основанное этими тремя учёными направление получило признание как научная школа «Философия и методология системных исследований».
Реабилитирован в 1989 году. Похоронен в Москве, на Донском кладбище, в семейном некрополе на участке № 4 .

## Основные труды

### Работы периода участия в ММК
- Алексеев Н. Г., Юдин Э. Г. Проблемы диалектического материализма в работах советских философов // Вопросы философии. — 1964. — № 12. — С. 149—162.
- Щедровицкий Г. П., Юдин Э. Г. О применении понятия управления в психологических и педагогических исследованиях // Вопросы активизации мышления и творческой деятельности учащихся. Тезисы докладов на межвузовской конференции : Сб. — М., 1964. Архивировано 29 сентября 2007 года.
- Лефевр В. А., Щедровицкий Г. П., Юдин Э. Г. «Естественное» и «искусственное» в семиотических системах // Проблемы исследования систем и структур. Материалы к конференции : Сб. — М., 1965. Архивировано 26 сентября 2007 года.
- Щедровицкий Г. П., Юдин Э. Г. Педагогика и социология. Сообщение I // Новые исследования в педагогических науках. Вып. 7 (?) : Сб. — М., 1966. Архивировано 26 сентября 2007 года.
- Щедровицкий Г. П., Лефевр В. А., Юдин Э. Г. Анализ связей управления в социальных структурах и деятельности // Социологические исследования. — 1966.

### Основные работы последнего десятилетия жизни
- Блауберг И. В., Садовский В. Н., Юдин Э. Г. Системный подход: предпосылки, проблемы, трудности. — М., 1968.
- Блауберг И. В., Садовский В. Н., Юдин Э. Г. Системный подход в современной науке // Проблемы методологии системных исследований. — М., 1970. — С. 7—48.
- Блауберг И. В., Юдин Э. Г. Становление и сущность системного подхода. — М., 1973.
- Блауберг И. В., Садовский В. Н., Юдин Э. Г. Systems theory. Philosophical and methodological problems. — М., 1977.
- Блауберг И. В., Садовский В. Н., Юдин Э. Г. Философский принцип системности и системный подход // Вопросы философии. — 1978. — № 8. — С. 29—52.
- Юдин Б. Г., Юдин Э. Г. Наука и мир человека. М., 1978 (в соавт. с Э. Г. Юдиным; в сер. «Новое в жизни, науке, технике»);
- Юдин Э. Г. Системный подход и принцип деятельности: Методологические проблемы современной науки. — М.: Наука, 1978. — 391 с.
- Юдин Э. Г. Методология науки. Системность. Деятельность. — М.: УРСС, 1997. — 444 с.